# سباق طواف فرنسا 1983
سباق طواف فرنسا 1983 من سلسلة سباقات سباق طواف فرنسا. أقيم هذا السباق في تاريخ 1-24 يوليو 1983 على 22+Prologue مراحل. بعد مرور 105 ساعة و07 دقيقة و52 ثانية وبعد طي 3862 كم بمتوسط 35.915 كم في الساعة فاز بالميدالية الذهبية لاورنت فيغنون من فرنسا، فيما حصد أنخيل أرويو من إسبانيا الميدالية الفضية، وكانت الميدالية البرونزية من نصيب بيتر وينن من هولندا.

## الميداليات
| ذهب                   | فضة                   | برونز              |
| لاورنت فيغنون - فرنسا | أنخيل أرويو - إسبانيا | بيتر وينن - هولندا |